# Topología híbrida
La topología híbrida o topología mixta, también conocida como red híbrida, combina dos o más topologías de tal manera que la red resultante no exhibe una de las topologías estándar (red en bus, estrella, anillo, etc.). Por ejemplo, una red en árbol (o red en estrella-bus) es una topología híbrida en la que las redes en estrella están interconectadas a través de redes de bus.  Sin embargo, una red de árbol conectada a otra red de árbol sigue siendo topológicamente una red de árbol, no un tipo de red distinto. Una topología híbrida siempre se produce cuando se conectan dos topologías de red básicas diferentes.
Su implementación se debe a la complejidad de la solución de red, o bien al aumento en el número de dispositivos, lo que hace necesario establecer una topología de este tipo.[cita requerida] Las topologías mixtas tienen un costo muy elevado debido a su administración y mantenimiento, ya que cuentan con segmentos de diferentes tipos, lo que obliga a invertir en equipo adicional para lograr la conectividad deseada.[cita requerida]